# Castanet-le-Haut
Castanet-le-Haut  este o comună din sudul Franței, în departamentul Hérault, în regiunea Languedoc-Roussillon. 

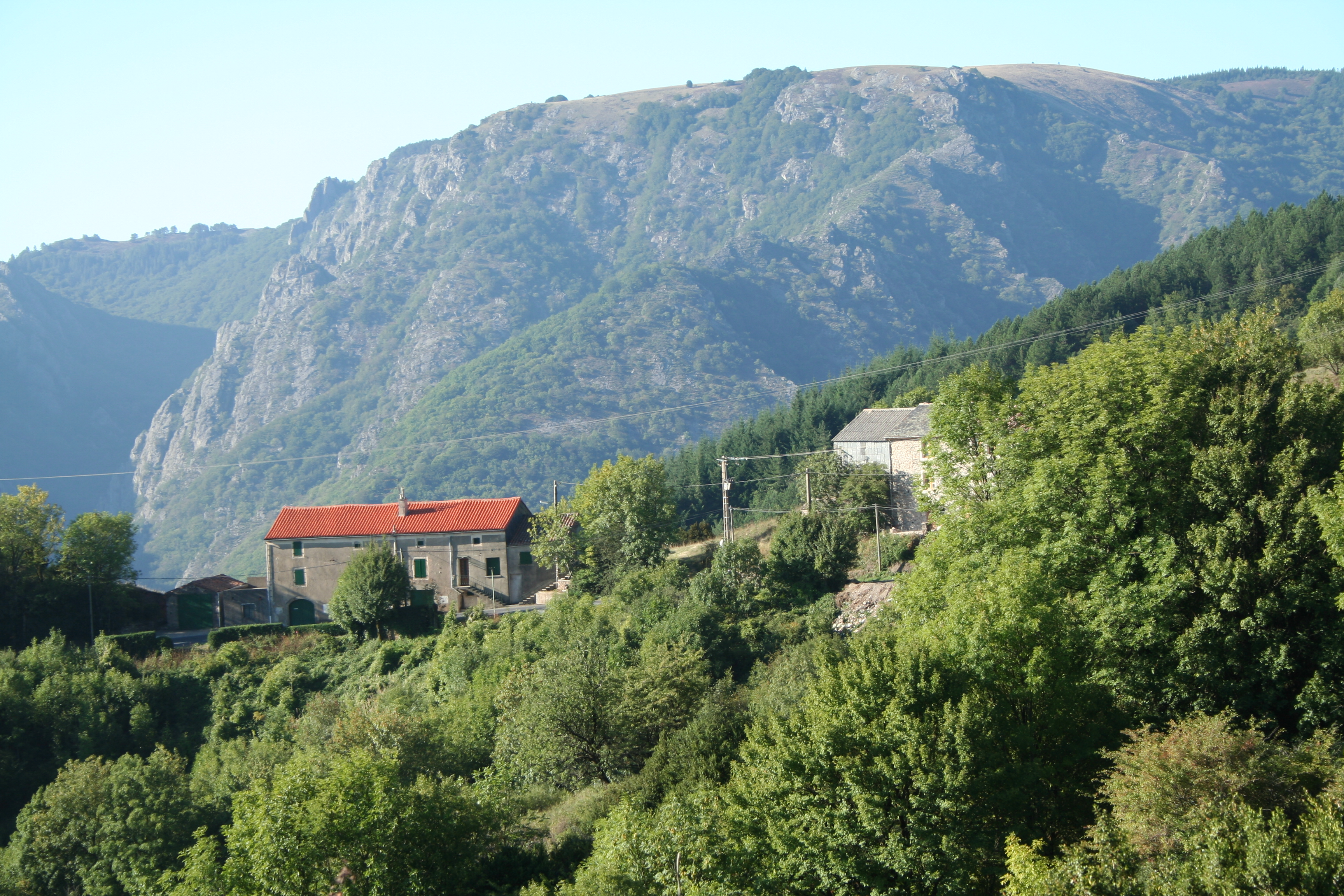
Croix de Mounis

1. ↑  répertoire géographique des communes, accesat în 26 octombrie 2015
2. ↑  dataset of postal codes in France, 1 octombrie 2018